# Never Stop
「Never Stop」（ネヴァー・ストップ）は、西島隆弘のソロ名義「Nissy」の4thシングル。2015年8月24日に発売。今回の作品もmu-moショップ限定発売。

## 収録曲

### CD
1. Never Stop [3:58]
作詞：宏実 、作曲：Henrik Nordenback / Christain Fast / Didrik Thott
2. Never Stop inst [3:58]

### DVD
1. Never Stop Music Video（オフショットエンドロール付き）
2. Never Stop メイキング映像
3. ドライブ? in沖縄